# 中天山黄耆
中天山黄耆（学名：Astragalus chomutovii）是豆科黄芪属的植物。分布在中亚以及中国大陆的新疆、青海等地，生长于海拔2,000米至3,500米的地区，一般生于高山荒漠、干旱荒漠中、高山石坡或荒漠草甸，目前尚未由人工引种栽培。